# Hoste
Hoste er en refleks, som kroppen bruger for at fjerne fremmede genstande fra luftvejene. Når man hoster, vil mellemgulvet automatisk trække sig sammen, og den luft, der er i lungerne og luftvejene, bliver blæst ud med stor fart. Fremmede genstande, som kroppen prøver at fjerne med hoste, kan være alt fra støv og slim i luftvejene til madstykker og drikke, som synkes forkert.
Under sygdom som forkølelse, lungebetændelse og bihulebetændelse er hoste og tør hals meget almindelig. Hoste, som varer i 8 uger eller længere, bliver ofte kaldt kronisk hoste.